# شهرستان دمیتروفسکی (استان اریول)
شهرستان دمیتروفسکی (به لاتین: Dmitrovsky District) یک شهرستان در روسیه است که در استان اریول واقع شده‌است.